# Brestlitovski sporazum Ukrajine s Centralnimi silami
Brestlitovski sporazum je bila izključna protektoratna pogodba (nemško Brotfrieden, "mir za kruh"), podpisana 9. februarja 1918 med Centralnimi silami in Ukrajinsko ljudsko republiko, ki je priznavala suverenost slednje. V nadaljevanju pogajanj v  Brest-Litovsku je bil 3. marca 1918. sklenjen podoben sporazum Centralnih sil z Rusko sovjetsko federativno socialistično republiko. 
S sklenitvijo sporazuma z delom takrat že propadlega Ruskega imperija sta si Nemčija in Avstro-Ogrska zagotovili podporo pri preskrbi s hrano v zameno za vojaško zaščito. Centralne sile so Ukrajino priznale kot nevtralno državo. 

## Ozadje
Zaradi državljanskih nemirov v Ruski republiki, ki so dosegli vrhunec z oktobrsko revolucijo, je Ukrajinska ljudska republika razglasila svojo neodvisnost pod vlado generalnega sekretariata Ukrajine. Razpisala je volitve za ukrajinsko ustavodajno skupščino, ki naj bi potekale 9. januarja 1918, in napovedala prvi sklic skupščine za 22. januar istega leta. 
17. decembra 1917 je Vladimir Lenin kot vodja Sovnarkoma izdal ultimat, v katerem je obtožil Centralno rado (Centralni svet Ukrajine), da je dezorganizirala frontne črte in ustavila »vse enote, namenjene v območje Dona, Urala ali kam drugam.« Obtožil jo je tudi dajanja zatočišča političnim sovražnikom, kot so bili člani kadetske stranke, in tisti, ki so se postavili na stran Kaledina. Zahteval je, da se »končajo poskusi razbitja armade Sovjetske zveze in Rdeče garde v Ukrajini.« Lenin je pozval vlado, ki jo je imenoval »vlada neodvisne in buržoazne republike Ukrajine,« naj v 24 urah odgovori. Ker je bila sovjetska vojska že v Ukrajini, je morala ukrajinska vlada hitro ukrepati, da bi ohranila suverenost države. 
Ukrajinska Centralna rada je izrazila željo po mirovnem sporazumu s tujino in mednarodnem priznanju Ukrajine. Ker predstavniki britanskega in francoskega imperija niso nameravali priznati ukrajinske suverenosti, saj so jo šteli za del svojega glavnega zaveznika, Ruskega imperija, so Ukrajino lahko priznale samo Centralne sile. 
1. januarja 1918 je ukrajinska delegacija pod vodstvom Vsevoloda Goluboviča prispela v Brest-Litovsk. Prvotna delegacija je poleg Mikole Liubinskega,  Oleksandra Sevrjuka in Mikole Leviskega vključevala tudi Mihaila Poloza. 

## Mirovna pogajanja
Mirovna pogajanja je 3. decembra 1917 začela vlada Ruske sovjetske federativne socialistične republike, ki jo je zastopala delegacija pod vodstvom  Leva Trockega, rojenega v Ukrajini. Od 22. do 26. decembra je bilo sprejetih več sklepov, 28. decembra 1917 pa je bilo podpisan dogovor o premirju in prekinitvi sovražnosti na frontah.  S končnim podpisom sporazuma so boljševiki odlašali v upanju, da bodo dosegli kakšen dogovor s članicami Antante. 
12. januarja 1918 je grof Ottokar Czernin, predstavnik Centralnih sil, priznal neodvisno delegacijo Ukrajinske ljudske republike, vendar s Csákyjem ni hotel razpravljati o vprašanjih Galicije,  Bukovine in Podkarpatske Rusije. Strinjali so se, da sta Holmska gubernija in regija Podlakija del Ukrajinske ljudske republike. Ruska delegacija, ki jo je vodil Lev Trocki, je 10. januarja najprej priznala neodvisno ukrajinsko delegacijo.
20. januarja 1918 se je ukrajinska delegacija vrnila v Kijev, kjer je Centralna rada 25. januarja (datirano 22. januarja) razglasila popolnoma suvereno ukrajinsko državo. V Brest je bila kmalu poslana nova ukrajinska delegacija, ki jo je vodil Oleksandr Sevrjuk. Medtem so se v več mestih v Ukrajini začeli boljševiški upori, ki so bolj ali manj prisilili Ukrajinsko ljudsko republiko, ki ni imela organiziranih vojaških sil, da je poiskala tujo pomoč. Kritične so bile tudi razmere Centralnih silah, zlasti v Avstro-Ogrski, ki je trpela hudo pomanjkanje hrane.
1. februarja se je plenarnega zasedanja kongresa udeležila tudi sovjetska vlada Ukrajine v prisotnosti Juhima Medvedjeva in Vasilija Šahraja, vendar so se Centralne sile še naprej pogajale le z delegacijo Ukrajinske ljudske republike kot edino predstavnico Ukrajine. Medtem ko je Centralna rada prepustila Kijev boljševiškim četam, je bila v noči med 8. in 9. februarjem zaradi protestov boljševikov v Brest-Litovsku podpisan mirovni sporazum. 
Posebna izdaja (Extrablatt) nemškega časopisa Lübeckische Anzeigen je objavila naslednje obvestilo o "miru z Ukrajino": "Danes, 9. februarja 1918 ob 2. uri zjutraj je bil podpisan mir med Četvernim zavezništvom in Ukrajinsko ljudsko republiko."

### Podpisniki
| Ukrajina               | Ukrajina          | Nemško cesarstvo | Nemško cesarstvo     | Avstro-Ogrska    | Avstro-Ogrska   | Bolgarija                       | Bolgarija              | Osmansko cesarstvo | Osmansko cesarstvo |
| ---------------------- | ----------------- | ---------------- | -------------------- | ---------------- | --------------- | ------------------------------- | ---------------------- | ------------------ | ------------------ |
| Vodja delegacije       | Oleksandr Sevrjuk | Zunanji minister | Richard von Kühlmann | Zunanji minister | Ottokar Czernin | Ministrski predsednik Bolgarije | Vasil Radoslavov       | Veliki vezir       | Mehmed Talat       |
| Zunanji minister       | Mikola Ljubinski  | Ober Ost         | Max Hoffmann         |                  |                 | Ambasador                       | Andrej Tošev           |                    | I. Hakki Paša      |
|                        | Mikola Levicki    |                  |                      |                  |                 |                                 | I. Stojanovič          |                    | A. Nessimi Beg     |
| Gospodarski svetovalec | Sergej Ostapenko  |                  |                      |                  |                 |                                 | T. Anastasov P. Gančev |                    | Ahmed İzet Paša    |

V nekaj dneh po podpisu sporazuma je armada več kot 450.000 mož Centralnih sil vstopila v Ukrajino. Po samo mesecu dni je večina boljševiških enot  brez večjega odpora  zapustila Ukrajino. Kmalu po ukrajinski in nemški zasedbi Kijeva se je lahko Centralna rada 2. marca 1918 vrnila v Kijev.

## Določbe
Sporazum je kot meje Ukrajinske ljudske republike priznala naslednje: na zahodu avstro-ogrsko-rusko mejo iz leta 1914, ki je izključevala ukrajinsko Galičino v novi ukrajinski državi; na severu črta, ki poteka od Tarnogróda, Biłgoraja, Szczebrzeszyna, Krasnystawa, Radzyń Podlaskega in Międzyrzec Podlaskega v sedanjem Lublinskem vojvodstvu (Poljska); Sarnaki v sedanjem Mazovskem vojvodstvu (Poljska) ter Kamjanec in Pružani v sedanji regiji Brest (Belorusija). Natančne meje naj bi določila mešana komisija na podlagi narodnostne sestave in volje prebivalcev (2. člen).
Sporazum je predvideval tudi urejeno evakuacijo okupiranih območij (3. člen), vzpostavitev diplomatskih odnosov (4. člen), medsebojno odpoved vojnim odškodninam (5. člen), vračanje vojnih ujetnikov (6. člen), izmenjavo interniranih civilistov in obnovo javnopravnih in zasebnopravnih razmerij (8. člen). 7. člen je predvideval takojšnjo obnovitev gospodarskih odnosov in trgovanja ter določal načela obračunavanja in tarif.
Avstro-Ogrska in Ukrajinska ljudska republika sta podpisali tudi tajni sporazum glede Galicije in Bukovine. Avstro-Ogrska se je dogovorila, da bo do 31. julija 1918 pod  eno krono združila področja vzhodne Galicije in Bukovine, v katerih je prevladovalo ukrajinsko prebivalstvo, a je Avstro-Ogrska 4. julija tajni sporazum razveljavila pod pretvezo, da ji Ukrajina ni izročila dogovorjenih količino žita. Za prekinitev velja, da je bila v resnici  rezultat poljskega pritiska. Po drugi strani naj bi bil razlog za razveljavitev ta, da je Sevrjuk, navdušen nad podpisom Brestlitovskega sporazuma, prekršil tajnost sporazuma in vsebino razkril  Ukrajincem v Lembergu (Lvov).  Avstro-Ogrska je svojo  kopijo sporazuma uničila in kasneje na vse načine zanikala njegov obstoj, Czernin pa je kmalu odstopil.
Centralne sile so 3. marca 1918 v Brest-Litovsku podpisale ločen sporazum z Rusko sovjetsko federativno socialistično republiko. Rusija se je strinjala, da bo priznala sklenjeni sporazum z Ukrajinsko ljudsko republiko in takoj podpisala sporazum z Ukrajino za določitev meja med Rusijo in Ukrajino in umik ruskih čet in ruske Rdeče garde z ukrajinskega ozemlja. Rusija se je obvezala,  da bo prekinila vso agitacijo ali propagando proti vladi ali javnim ustanovam Ukrajinske ljudske republike (6. člen).

## Posledice
Sporazum je takoj povzročil veliko nasprotovanja med Poljaki, zlasti v Avstro-Ogrski. Poljski politiki v avstrijskem parlamentu so takoj začeli protestirati in ga ohromili. V več mestih so se začele stavke javnih uslužbencev in spontane demonstracije. Poljski pomožni korpus ni hotel slediti cesarskim ukazom in je po bitki pri Rarańczi prebil frontne črte, da bi se pridružil poljskim silam v ruski državljanski vojni. Čeprav je cesarska in kraljeva vlada na Dunaju umaknila del sporazuma, je bila škoda, povzročena kakršnemu koli preostalemu občutku lojalnosti ali zaupanja do monarhije med Poljaki uničujoča in nepopravljiva. Prohabsburška in protiosamosvojitvena frakcija poljskih politikov, ki sta sodelovali v vladi, sta utrpeli popolno ponižanje in nepopravljivo diskreditacijo v očeh poljskega prebivalstva. Slednje ni več obravnavalo morebitne avstrijsko-poljske združitve kot izvedljive možnosti, ampak se je namesto tega popolnoma osredotočilo na ponovno vzpostavitev neodvisnosti.
Sporazum iz Brest-Litovska je Ukrajinski ljudski republiki zagotovila nemško in avstro-ogrsko vojaško pomoč pri čiščenju boljševiških sil iz Ukrajine februarja–aprila 1918, vendar je hkrati pomenil, da so sile Antante prekinile odnose z Ukrajinsko ljudsko republiko. 
Del ukrajinskega prebivalstva je na povabljene tuje vojske Centralnih sil kmalu začel gledati kot na okupatorje. Konec aprila 1918 je nemški vrhovni poveljnik v Ukrajini Hermann von Eichhorn izdal ukaz, po katerem so Ukrajinci zaradi kaznivih dejanj zoper nemške interese podvrženi nemškim vojaškim sodiščem. Prva ukrajinska divizija (modri plašči) je bila razorožena, nemški vojaki pa so celo aretirali dva ministra, ki sta kritizirala nemška dejanja. Dokončen prelom s Centralno rado se je zgodil 29. aprila, ko se je general Pavlo Skoropadski razglasil za hetmana ukrajinske države.
Rapalska pogodba iz leta 1922 med Nemčijo in Sovjetsko Rusijo je preklicala nemške zaveze, sprejete v Brest-Litovsku. Razpad Avstro-Ogrske konec leta 1918 je samodejno razveljavil njene zaveze. Turčija se je odpovedala sporazumu iz Brest-Litovska s podpisom sporazuma z Ukrajinsko SSR leta 1922. Kolikor je znano, samo Bolgarija  ni uradno razveljavila tega sporazuma.